# استان آلساندریا
استان آلساندریا (به ایتالیایی: Province di Alessandria) استانی در شمال غربی کشور ایتالیا است. آلساندریا در منطقهٔ پیمونت قرار دارد و مرکز آن شهر آلساندریا است. مساحت این استان ۳٬۵۶۲ کیلومترمربع و جمعیت آن طبق سرشماری سال ۲۰۱۱ میلادی، تقریباً ۴۲۸٬۳۴۳ نفر بوده‌است.